# Арменски национализъм
Арменски национализъм в съвременно време има своите корени в романтичния национализъм на Микаел Чамчян (1738 – 1823) и обикновено се определя като създаването на свободна, независима и обединена Армения, формулирана като арменската кауза.
Арменското национално пробуждане започва през 1880-те г. в контекста на общото покачване на национализма в Османската империя. Апостолическата църква на Армения е голям защитник на арменския национализъм.

## Арменско възраждане
Положението на немюсюлманските малцинства в рамките на Османската империя се променя съществено в резултат на реформите, въведени по време на ерата на Танзимата. В началото, реформите като цяло са насочени към промяна на организацията и системата в рамките на Османската империя. Въпреки това, те са направени в резултат на дипломатически натиск, оказван от Великите сили, които подкрепят Османската империя срещу Русия по време на Кримската война през 1856 г. реформи, които дават на немюсюлманите граждани на Османската империя същите права като мюсюлманските ѝ граждани. Данъкът джизие за немюсюлманите е отменен и им е позволено да стават войници, и да се отворят училища за техните общности.
При тези нови и относително либерални условия, много арменски училища са създадени в Османската империя. По-голямата част от тези училища бързо придобиват светски аспект. Арменците също установяват множество културни асоциации. През 1880 г. тези асоциации са обединени в „Съюз на арменските училища“.
След поражението на Османската империя в Руско-турската война от 1877–78 г., арменското народното събрание (Османска империя) и патриарх Нерс II на Константинопол изпраща Мъкртич Хримиян на Берлинския конгрес да представлява арменците в дебата за „арменския въпрос“. В известната си патриотична реч той съветва арменците взимат българското възраждане за пример на арменския народ за самоопределение.
Член 61 от Берлинския конгрес споменава възможността за „автономна Армения“ и превръщането на „арменския въпрос“ от вътрешен проблем на Османската империя в международен. В договора, османска Турция се ангажира да защитава своите арменски граждани от потисничество и насилие. Въпреки това, договорът не предоставя никакви инструменти, за да принуди Турция да направи реформи. И Турция, и Русия започват да гледат на всички прояви на арменската национална идентичност като невинни, като възможни инструменти за реализиране на тази автономия.

## Античност
Арменците са най-ранните обитатели на голяма част от територията на историческа Армения, като турците не могат да претендират за присъствие в Анадола преди селджукските завоевания от 11 век. Предположението, че арменците също са новозаселили се в региона, дори 1500 години по-рано от турците, може да се увеличи в рамките на логиката на етническия национализъм, възможността Турция и Армения да имат претенции към територията са „морално равни“.
Интерпретации на арменския етнос през вековете изобилстват в арменската историография, и процъфтяват особено по време на съветската епоха, с примери като книгата на С. А. Сардарян от 1967 г., която освен „многобройни плагиатства и грешки“ отива дотам, че постулира отделна арменска раса в арменското плато. Има разумни научни сценарии, че има праарменски компонент в Урарту, и че в началото арменците са добросъвестни културни наследници на Урарту.

## Руска империя
В Руската империя са направени опити да се намалят правомощията и привилегиите на Ечмиадзин, за да се повлияе на избора на арменски патриарх, а изучаването на арменска история и култура е разубедено. В Османската империя, теми като историята на Армения са забранени в арменските училища. В отговор, такива теми често продължават да се преподават в тайна, създавайки допълнително подозрение в очите на османските власти. Изображенията, които показват сцени от арменската история са забранени да се продават или да се появяват на публични места. Арменските вестници също са закрити или силно цензурирани. През 1890-те г. много арменски училища са затворени, а през 1893 г. е премахнат и „Съюза на арменските училища“. Много учители в арменските училища са набелязани и убити в Османската империя по време на кланетата от 1894 – 1896 г.

## Арменски геноцид
Съдбата на арменците става по-лоша в рамките на Османската империя, с Първата световна война, последвана от арменския геноцид, при който до 1 500 000 арменци са убити. След Първата световна война, арменците не се разселват в тяхната диаспора и се оказват в краткотрайната Демократична република Армения.

## В наши дни
Според Вартан Харутинуян, арменския национализъм се основава на антитуркизма и най-патриотичният арменец е най-антитурски.
Историческа Армения е защитавана от Арменската революционна федерация по съветско време, която включва Нахичеван в Азербайджан и Източна Турция (западните части на арменското землище). Арменския национализъм през 20 век подчертава „древния произход на арменците“ и следователно приема хипотезата за индоевропейски произход, преподаван от съветски учени през 1980 г. През времето на Съветския съюз, арменския национализъм в рамките на Арменска ССР се разграничава от другите национализми на народите, част от Съветския съюз, като грузински, украински или естонски, в които той не се насочва срещу доминиращите руснаци, но продължава да се фокусира върху традиционния враг - турците, и впоследствие е едва насърчаван от комунистическото правителство. Армения се обявява като независима държава през 1991 г.
Арменския национализъм е най-вече опонент на турския национализъм. Според Бранън (2004 г.), за арменските общности в САЩ и Канада, историческата памет за арменския геноцид, извършен от османските турци през април 1915 г. е станал център, около който се извършва формирането на арменската идентичност. Арменския национализъм има силна носталгичен компонент за изгубеното време и място, най-вече символизирайки Арарат, който макар и да е видим от Ереван, се намира на територията на Турция.